# Clara Bryant
Clara Bryant (Los Angeles, 7 febbraio 1985) è un'attrice statunitense.

## Filmografia

### Serie televisive
- La legge di Bird (Gabriel's Fire) – serie TV, episodio 1x18 (1991)
- Una famiglia tutto pepe (True Colors) – serie TV, episodio 1x21 (1991)
- Billy – serie TV, 13 episodi (1992)
- Pappa e ciccia (Roseanne) – serie TV, episodio 5x12 (1992)
- Star Trek: Deep Space Nine (Star Trek: Deep Space Nine) – serie TV, episodio 1x09 (1993)
- Fastlane – serie TV, episodio 1x17 (2003)
- Buffy l'ammazzavampiri (Buffy the Vampire Slayer) – serie TV, 7 episodi (2002-2003)
- Hack – serie TV, episodio 2x9 (2003)
- Numb3rs – serie TV, episodio 2x13 (2006)

### Film per la televisione
- Per una volta il cuore, regia di Michael Miller (1994)
- Leslie's Folly, regia di Kathleen Turner (1994)
- Una mummia per amico (Under Wraps), regia di Greg Beeman (1997)
- Tru Confessions, regia di Paul Hoen (2002)
- Due East, regia di Helen Shaver (2002)
- Bone Eater - Il divoratore di ossa (Bone Eater), regia di Jim Wynorski (2007)

### Cinema
- L'amante perduto, regia di Roberto Faenza (1999)